# Aglaophamus lobophora
Aglaophamus lobophora är en ringmaskart som först beskrevs av Hartman 1940.  Aglaophamus lobophora ingår i släktet Aglaophamus och familjen Nephtyidae. Inga underarter finns listade i Catalogue of Life.